# Great South Run
Le Great South Run est une course à pied d'une distance de 10 miles (16,09 km) se déroulant tous les ans dans la ville de Portsmouth, au Royaume-Uni. Créée en 1990 par l'ancien coureur de fond Brendan Foster, l'épreuve fait partie du circuit international des IAAF Road Race Label Events, dans la catégorie des « Labels d'or ».

## Palmarès
| Édition | Année | Vainqueur hommes   | Temps | Vainqueur femmes  | Temps |
| ------- | ----- | ------------------ | ----- | ----------------- | ----- |
| 1er     | 1990  | Marti ten Kate     | 47:52 | Alison Gooderham  | 56:09 |
| 2e      | 1991  | Thomas Naali       | 47:11 | Olga Bondarenko   | 53:16 |
| 3e      | 1992  | Boay Akonay        | 47:04 | Iulia Negura      | 53:19 |
| 4e      | 1993  | Gary Staines       | 46:11 | Iulia Negura      | 53:01 |
| 5e      | 1994  | Gary Staines       | 47:00 | Gitte Karlshøj    | 54:49 |
| 6e      | 1995  | Benson Masya       | 45:56 | Liz McColgan      | 53:12 |
| 7e      | 1996  | Gary Staines       | 46:57 | Derartu Tulu      | 52:39 |
| 8e      | 1997  | Christopher Kelong | 46:53 | Liz McColgan      | 52:00 |
| 9e      | 1998  | Stéphane Franke    | 47:40 | Marian Sutton     | 54:17 |
| 10e     | 1999  | Simon Kasimili     | 47:42 | Esther Kiplagat   | 54:42 |
| 11e     | 2000  | Gert Thys          | 48:26 | Restituta Joseph  | 55:10 |
| 12e     | 2001  | Khalid Skah        | 46:17 | Restituta Joseph  | 52:36 |
| 13e     | 2002  | Simon Kasimili     | 47:27 | Sonia O'Sullivan  | 51:00 |
| 14e     | 2003  | John Yuda          | 46:35 | Sonia O'Sullivan  | 53:26 |
| 15e     | 2004  | Hendrick Ramaala   | 47:14 | Benita Johnson    | 52:32 |
| 16e     | 2005  | John Yuda          | 46:45 | Derartu Tulu      | 51:27 |
| 17e     | 2006  | Simon Arusei       | 47:17 | Jo Pavey          | 52:46 |
| 18e     | 2007  | Luke Kibet         | 47:31 | Rose Cheruiyot    | 53:44 |
| 19e     | 2008  | Bernard Kipyego    | 46:42 | Paula Radcliffe   | 51:11 |
| 20e     | 2009  | Mohamed Farah      | 46:25 | Inês Monteiro     | 52:32 |
| 21e     | 2010  | Joseph Ebuya       | 45:15 | Grace Momanyi     | 52:03 |
| 22e     | 2011  | Leonard Komon      | 46:18 | Aselefech Mergia  | 52:55 |
| 23e     | 2012  | Stephen Mokoka     | 46:40 | Jo Pavey          | 53:01 |
| 24e     | 2013  | Emmanuel Bett      | 48:03 | Florence Kiplagat | 53:53 |
| 25e     | 2014  | James Rungaru      | 46:31 | Belaynesh Oljira  | 52:40 |
| 26e     | 2015  | Moses Kipsiro      | 46:00 | Vivian Cheruiyot  | 51:17 |
| 27e     | 2016  | Chris Thompson     | 47:23 | Tirunesh Dibaba   | 51:49 |
| 28e     | 2017  | Chris Thompson     | 48:32 | Gemma Steel       | 55:25 |

 Record de l'épreuve